# БМО-1
БМО-1 — российская боевая машина огнемётчиков. Создана на базе советской боевой машины пехоты БМП-2.

## Описание конструкции
Машина БМО-1 создана на базе боевой машины пехоты БМП-2. Основной задачей модернизации являлось устранение недостатков, присущих машинам такого класса, а также повышение их боевой эффективности.
В результате модернизации на башне машины с обеих сторон были установлены специальные секции с зажигательно-дымовыми патронами, в каждой секции находится по двенадцать патронов. Запуск может осуществляться со специального кнопочного пульта. Благодаря наличию таких секций имеется возможность задымления и дезориентации наступающих вражеских подразделений, а также в случае необходимости можно произвести перегруппировку собственных сил.
В десантном отделении по правому борту размещены специальные кронштейны, в которых крепятся одноразовые гранатомёты или огнемёты. Машина способна перевозить от 18 до 22 одноразовых огнемётов или гранатомётов. В результате такого размещения было сокращено общее количество десанта с семи до четырёх человек. Однако, несмотря на это, общая эффективность подобной машины оценивается как в три раза более высокая, чем у обычной БМП-2.
Кроме прочих изменений, в задней части БМО-1 размещены специальные кронштейны для перевозки комплекта комфортного жизнеобеспечения экипажа машины, в состав которого входят:
1. Палатка;
2. Печь;
3. Спальные мешки;
4. Подставка для сушки обуви;
5. Надувные матрасы.